# Blue Like Jazz
Blue Like Jazz es una película estadounidense basada en la novela semiautobiográfica del mismo nombre escrita por Donald Miller, dirigida por Steve Taylor y protagonizada por Claire Holt y Marshall Allman.

## Argumento
Don es un estudiante de segundo año en la Universidad de Texas que trata de escapar del control religioso buscando una nueva vida en el Pacific Northwest, el campus más ateo de América.
- Datos: Q4929366